# Ampitatsimo
Ampitatsimo est une commune urbaine malgache située dans la partie centre de la région d'Alaotra-Mangoro.